# Майя, Женнифер
Женнифер Апресиада Гонсалвис ди Майя (порт.-браз. Jennifer Apreciada Gonçalves de Maia; род. 6 октября 1988 года, Куритиба, штат Парана, Бразилия) — бразильский боец смешанных единоборств, с 2018 по 2023 год выступала под эгидой Ultimate Fighting Championship.  Действующий чемпион в Invicta FC легчайшем весе.

## Боксёрская карьера
29 марта 2008 года Майя дебютировала в профессиональном боксе в спортивном клубе Centri de Boxe в Куритибе, Бразилия. Она встретилась с Мишель Бонассоли в поединке из восьми раундов, который прошел преимущественно на дистанции и завершился победой единогласным решением судей.
Ее второй бой был против Джулианы ди Агиар, еще один восьмираундовый бой, в котором она выиграла по очкам.
Последний боксерский поединок, в котором Майя участвовала перед переходом в ММА, состоялся 5 августа 2009 года. Она победила Лорену Нэнси Лопес техническим нокаутом в четвертом раунде.

## Карьера бойца смешанных единоборств
Майя дебютировала в профессиональном ММА 5 декабря 2009 года. Она выиграла свои первые четыре боя, завершив каждый из них досрочно в первом раунде.

### Invicta Fighting Championship

#### Дебют в Invicta FC
5 апреля 2013 года Майя дебютировала в Invicta Fighting Championship на турнире Invicta FC 5: Пенне vs. Уотерсон против бывшей чемпионки Bellator в минимальном весе американки мексиканского происхождения Зойлы Фраусто. Она выиграла бой единогласным решением судей.
Затем 13 июля 2013 года Майя встретилась с американкой Лесли Смит в бою, где определялся претендент №1 на поединок за звание чемпионки в наилегчайшем весе против Барбары Хончак на Invicta FC 6: Коенен vs. Сайборг. Она проиграла бой единогласным решением судей.
После возвращения с региональной сцены в Бразилии, где она шла со счетом 2: 0, Майя снова встретилась с Дианной Беннетт 5 декабря 2014 года на Invicta FC 10: Waterson vs. Tiburcio. Она вновь проиграла бой единогласным решением судей.

#### Чемпионский титул в Invicta FC
После поражения Майя снова вернулась к выступлению на региональных турнирах в Бразилии, победив там в 3-х последующих боях, прежде чем вернуться в Invicta FC.
В следующий раз она встретилась с землячкой Ванессой Порту 11 марта 2016 года на турнире Invicta FC 16: Hamasaki vs. Brown за временный титул чемпионки Invicta FC в наилегчайшем весе в реванше их боя 2011 года. Она выиграла бой единогласным решением судей и получила титул.
Из-за того, что чемпионка Invicta FC в наилегчайшем весе Барбара Хончак все еще не могла участвовать в объединительном поединке за титул, Майя должна была встретиться с Роксанн Модаффери в защите своего временного титула 23 сентября 2016 года на турнире Invicta FC 19: Maia vs. Modafferi. Однако во время официального взвешивания было объявлено, что Барб Хончак лишена титула и теперь Майя будет защищать свой бесспорный чемпионский титул на этом мероприятии. Майя успешно защитила свой титул, выиграв бой раздельным решением судей.
Следующая защита титула Майи состоялась 8 декабря 2017 года против непобежденной Агнешки Недзведзь на турнире Invicta FC 26: Maia vs. Niedzwiedz. Она выиграла бой единогласным решением судей, успешно защитив свой титул во второй раз.
7 июля 2018 года Майя освободила титул чемпионки Invicta FC в наилегчайшем весе из-за перехода в новый промоушен.

### Ultimate Fighting Championship
Майя подписала контракт с Ultimate Fighting Championship в 2018 году.
Майя дебютировала в UFC 14 июля 2018 года в бою против Лиз Кармуш на турнире UFC Fight Night: дус Сантус vs. Иванов. Она проиграла свой дебютный бой единогласным решением судей.
15 января 2019 года USADA объявило, что Майя во время внесоревновательного теста на наркотики сдала положительный результат на несколько запрещенных веществ, которые, как они определили, попали в организм спортсменки через некачественные пищевые добавки. В результате она была дисквалифицирована на шесть месяцев задним числом до 16 августа 2018 года.
23 марта 2019 года Майя встретилась с канадкой Алексис Дэвис на турнире UFC Fight Night: Томпсон vs. Петтис. Она выиграла бой единогласным решением судей.
20 июля 2019 года Майя встретилась с Роксанной Модаффери на UFC on ESPN: дус Анжус vs. Эдвардс в матче-реванше. Ранее они уже встречались в сентябре 2016 года в поединке за титул чемпиона Invicta FC, который Майя выиграла раздельным решением судей. Во время взвешивания Майя весила 129 фунтов, что на 3 фунта больше, чем лимит наилегчайшего веса, равный 126 фунтов. В результате она была оштрафована на 30% от суммы ее гонорара, и поединок проводился в промежуточном весе. Она выиграла бой единогласным решением судей.
В качестве первого боя в рамках ее нового контракта с UFC на шесть боев Майя встретилась с Кэтлин Чукагян 2 ноября 2019 года на турнире UFC 244: Масвидаль vs. Диас. На взвешивании Майя весила 127,2 фунта, что на 1,2 фунта больше, чем лимит наилегчайшего веса. Бой прошел в промежуточном весе, и Майя была оштрафована на 25% от гонорара в пользу её соперницы. Она проиграла этот бой единогласным решением судей, сумев забрать только один раунд из трёх.
27 июня 2020 года Майя должна была встретиться с соотечественницей Вивиани Араужу на UFC on ESPN: Пуарье vs. Хукер. Однако бой был перенесен сначала на середину июня, а потом на 1 августа 2020 года на UFC Fight Night: Брансон vs. Шахбазян после того, как обе спортсменки столкнулись с ограничениями на поездки, связанными с пандемией COVID-19. Впоследствии, в середине июля, после положительного результата теста на COVID-19, Араужу был удалена с карда и заменена на Джоанну Колдервуд. Майя выиграла этот бой в конце первого раунда, проведя болевой приём (армбар или рычаг локтя). Эта победа принесла ей награду «Выступление вечера».
21 ноября 2020 года Майя встретилась с Валентиной Шевченко в пятираундовом бою за титул чемпионки UFC в наилегчайшем весе на турнире UFC 255: Фигейреду vs. Перес. Она ожидаемо проиграла бой единогласным решением судей, забрав только один раунд из пяти.
10 июля 2021 года на UFC 264: Пуарье vs. Макгрегор 3 Майя победила единогласным решением Джессику Ай.

## Титулы и достижения
- Ultimate Fighting Championship
  - Обладатель премии «Выступление вечера» (1 раз) в бою против Джоанны Колдервуд
- Invicta Fighting Championship
  - Чемпион Invicta FC в наилегчайшем весе (один раз)
  - Две успешных защиты чемпионского титула
  - Временный чемпион Invicta FC в наилегчайшем весе (один раз)
  - Обладатель премии «Лучший бой вечера» (2 раза)
  - Обладатель премии «Выступление вечера» (1 раз)

## Статистика выступлений в MMA
| Боёв 34  | Побед 23 | Поражений 10 |
| -------- | -------- | ------------ |
| Нокаутом | 4        | 1            |
| Сдачей   | 5        | 1            |
| Решением | 14       | 8            |
| Ничьи    | 1        | 1            |

| Результат  | Рекорд  | Соперник               | Способ                            | Турнир                                 | Дата             | Раунд | Время | Место                                     | Примечание |
| ---------- | ------- | ---------------------- | --------------------------------- | -------------------------------------- | ---------------- | ----- | ----- | ----------------------------------------- | --- |
| Победа     | 23–10–1 | Талита Бернардо        | Единогласное решение              | Invicta FC 59                          | 13 декабря 2024  | 5     | 5:00  | Атланта, Джорджия, США                    | Завоевала титул чемпиона Invicta FC в легчайшем весе                                                                                |
| Победа     | 22–10–1 | Майра Кантуария        | Единогласное решение              | Invicta FC 56                          | 9 августа 2024   | 3     | 5:00  | Денвер, Колорадо, США                     | Вернулась в легчайший вес |
| Поражение  | 21–10–1 | Вивиан Араужо          | Единогласное решение              | UFC Fight Night: Юсуф vs. Барбоза      | 14 октября 2023  | 3     | 5:00  | Лас-Вегас, Невада, США                    | |
| Победа     | 21–9–1  | Кейси О'Нилл           | Единогласное решение              | UFC 286                                | 18 марта 2023    | 3     | 5:00  | Лондон, Англия                            | |
| Победа     | 20-9-1  | Марина Мороз           | Единогласное решение              | UFC Fight Night: Нзечукву vs. Куцелаба | 19 ноября 2022   | 5     | 5:00  | Лас-Вегас, Невада, США                    | |
| Поражение  | 19-9-1  | Манон Фьоро            | Единогласное решение              | UFC on ESPN: Блейдс vs. Докас          | 26 марта 2022    | 3     | 5:00  | Коламбус, Огайо, США                      | |
| Поражение  | 19-8-1  | Кэтлин Чукагян         | Единогласное решение              | UFC on ESPN: Каттар vs. Чикадзе        | 15 января 2022   | 3     | 5:00  | Лас-Вегас, Невада, США                    | |
| Победа     | 19-7-1  | Джессика Ай            | Единогласное решение              | UFC 264                                | 10 июля 2021     | 5     | 5:00  | Лас-Вегас, Невада, США                    | |
| Поражение  | 18-7-1  | Валентина Шевченко     | Единогласное решение              | UFC 255                                | 21 ноября 2020   | 5     | 5:00  | Лас-Вегас, Невада, США                    | Бой за титул чемпионки UFC в наилегчайшем весе                                                                                      |
| Победа     | 18-6-1  | Джоанна Колдервуд      | Болевой (рычаг локтя)             | UFC Fight Night: Брансон vs. Шахбазян  | 1 августа 2020   | 1     | 4:29  | Лас-Вегас, Невада, США                    | Награда "Выступление вечера" |
| Поражение  | 17-6-1  | Кэтлин Чукагян         | Единогласное решение              | UFC 244                                | 2 ноября 2019    | 3     | 5:00  | Нью-Йорк, Нью-Йорк, США                   | Бой в промежуточном весе (127,2 фунта), Майя не сделала вес                                                                         |
| Победа     | 17-5-1  | Роксанна Модаффери     | Единогласное решение              | UFC on ESPN: дус Анжус vs. Эдвардс     | 20 июля 2019     | 3     | 5:00  | Сан-Антонио, Техас, США                   | Бой в промежуточном весе (129 фунтов), Майя не сделала вес                                                                          |
| Победа     | 16-5-1  | Алексис Дэвис          | Единогласное решение              | UFC Fight Night: Томпсон vs. Петтис    | 23 марта 2019    | 3     | 5:00  | Нашвилл, Теннесси, США                    | |
| Поражение  | 15-5-1  | Лиз Кармуш             | Единогласное решение              | UFC Fight Night: дус Сантус vs. Иванов | 14 июля 2018     | 3     | 5:00  | Бойсе, Айдахо, США                        | |
| Победа     | 15-4-1  | Агнешка Неджвидз       | Единогласное решение              | Invicta FC 26: Майа vs. Неджвидз       | 8 декабря 2017   | 5     | 5:00  | Канзас-Сити, Миссури, США                 | Защитила титул чемпиона Invicta FC в наилегчайшем весе Награда "Выступление вечера"                                                 |
| Победа     | 14-4-1  | Роксанна Модаффери     | Раздельное решение                | Invicta FC 19: Майа vs. Модаффери      | 23 сентября 2016 | 5     | 5:00  | Канзас-Сити, Миссури, США                 | Защитила титул чемпиона Invicta FC в наилегчайшем весе Награда "Лучший бой вечера"                                                  |
| Победа     | 13-4-1  | Ванесса Порту          | Единогласное решение              | Invicta FC 16: Хамасаки vs. Браун      | 11 марта 2016    | 5     | 5:00  | Лас-Вегас, Невада, США                    | Завоевала титул временной чемпионки Invicta FC в наилегчайшем весе Награда "Лучший бой вечера" Позже признана абсолютной чемпионкой |
| Победа     | 12-4-1  | Дайяна Силва           | Решение большинства               | Imortal FC 2: Kamikaze                 | 13 декабря 2015  | 3     | 5:00  | Сан-Жозе-дус-Пиньяйс, Парана, Бразилия    | Бой в легчайшем весе |
| Победа     | 11-4-1  | Марта Соуза            | ТКО (удары руками)                | Samurai FC 12: Hearts on Fire          | 10 октября 2015  | 1     | 2:51  | Куритиба, Парана, Бразилия                | Бой в промежуточном весе (132 фунта)                                                                                                |
| Победа     | 10-4-1  | Стефани Брагайрак      | КО (удар коленом)                 | Imortal FC 1: The Invasion             | 13 июня 2015     | 2     | 2:07  | Сан-Жозе-дус-Пиньяйс, Парана, Бразилия    | |
| Поражение  | 9-4-1   | Дианна Беннетт         | Единогласное решение              | Invicta FC 10: Уотерсон vs. Тибурсио   | 5 декабря 2014   | 3     | 5:00  | Хьюстон, Техас, США                       | |
| Победа     | 9-3-1   | Элаини Альбукерке      | Единогласное решение              | Talent MMA Circuit 11                  | 23 августа 2014  | 3     | 5:00  | Сан-Жозе-дус-Пиньяйс, Парана, Бразилия    | |
| Победа     | 8-3-1   | Мариана Мораис         | Болевой (удушение сзади)          | Talent MMA Circuit 9                   | 10 мая 2014      | 2     | 2:18  | Сан-Жозе-дус-Пиньяйс, Парана, Бразилия    | |
| Поражение  | 7-3-1   | Лесли Смит             | Единогласное решение              | Invicta FC 6: Кунен vs. Киборг         | 13 июля 2013     | 3     | 5:00  | Канзас-Сити, Миссури, США                 | Бой за право сразиться с чемпионкой Invicta FC в наилегчайшем весе                                                                  |
| Победа     | 7-2-1   | Зойла Фраусто          | Единогласное решение              | Invicta FC 5: Пенне vs. Уотерсон       | 5 апреля 2013    | 3     | 5:00  | Канзас-Сити, Миссури, США                 | |
| Победа     | 6-2-1   | Жессика Андради        | Единогласное решение              | Samurai FC 9: Вода vs. Огонь           | 15 декабря 2012  | 3     | 5:00  | Куритиба, Парана, Бразилия                | |
| Поражение  | 5-2-1   | Шейла Гафф             | КО (удары руками)                 | Cage Warriors Fight Night 4            | 16 марта 2012    | 1     | 0:10  | Дубай, Дубай, ОАЭ                         | |
| Победа     | 5-1-1   | Татияни Порфириу Агиар | Болевой (рычаг локтя)             | Pink Fight 1                           | 29 января 2012   | 2     | 2:17  | Порту-Сегуру, Баия, Бразилия              | |
| Поражение  | 4-1-1   | Ванесса Порту          | Технический болевой (рычаг локтя) | Kumite MMA Combate                     | 28 октября 2011  | 2     | 3:55  | Порту-Алегри, Риу-Гранди-ду-Сул, Бразилия | |
| Ничья      | 4-0-1   | Калиндра Фария         | Ничья                             | Power Fight Extreme 4                  | 20 ноября 2010   | 3     | 5:00  | Куритиба, Парана, Бразилия                | |
| Победа     | 4-0     | Алессандра Силва       | Болевой (рычаг локтя)             | Gladiators Fighting Championship 2     | 16 октября 2010  | 1     | 1:50  | Куритиба, Парана, Бразилия                | |
| Победа     | 2-0     | Женифер Хаас           | ТКО (удары руками)                | Challenge Mixed Martial Arts           | 7 августа 2010   | 1     | 1:18  | Куритиба, Парана, Бразилия                | |
| Победа     | 2-0     | Алессандра Силва       | Болевой (удушение сзади)          | Power Fight Extreme 2                  | 13 марта 2010    | 1     | 4:03  | Куритиба, Парана, Бразилия                | |
| Победа     | 1-0     | Суелен Пинейру Рибейру | ТКО (удары руками)                | Brave FC 4: Explosion                  | 5 декабря 2009   | 1     | 2:01  | Куритиба, Парана, Бразилия                | |
| Источники: |         |                        |                                   |                                        |                  |       |       |                                           | |